# Недоспелка копьевидная
Недоспелка копьевидная, или какалия копьевидная (лат. Parasenecio hastatus), — вид многолетних травянистых растений из семейства Астровые.

## Описание

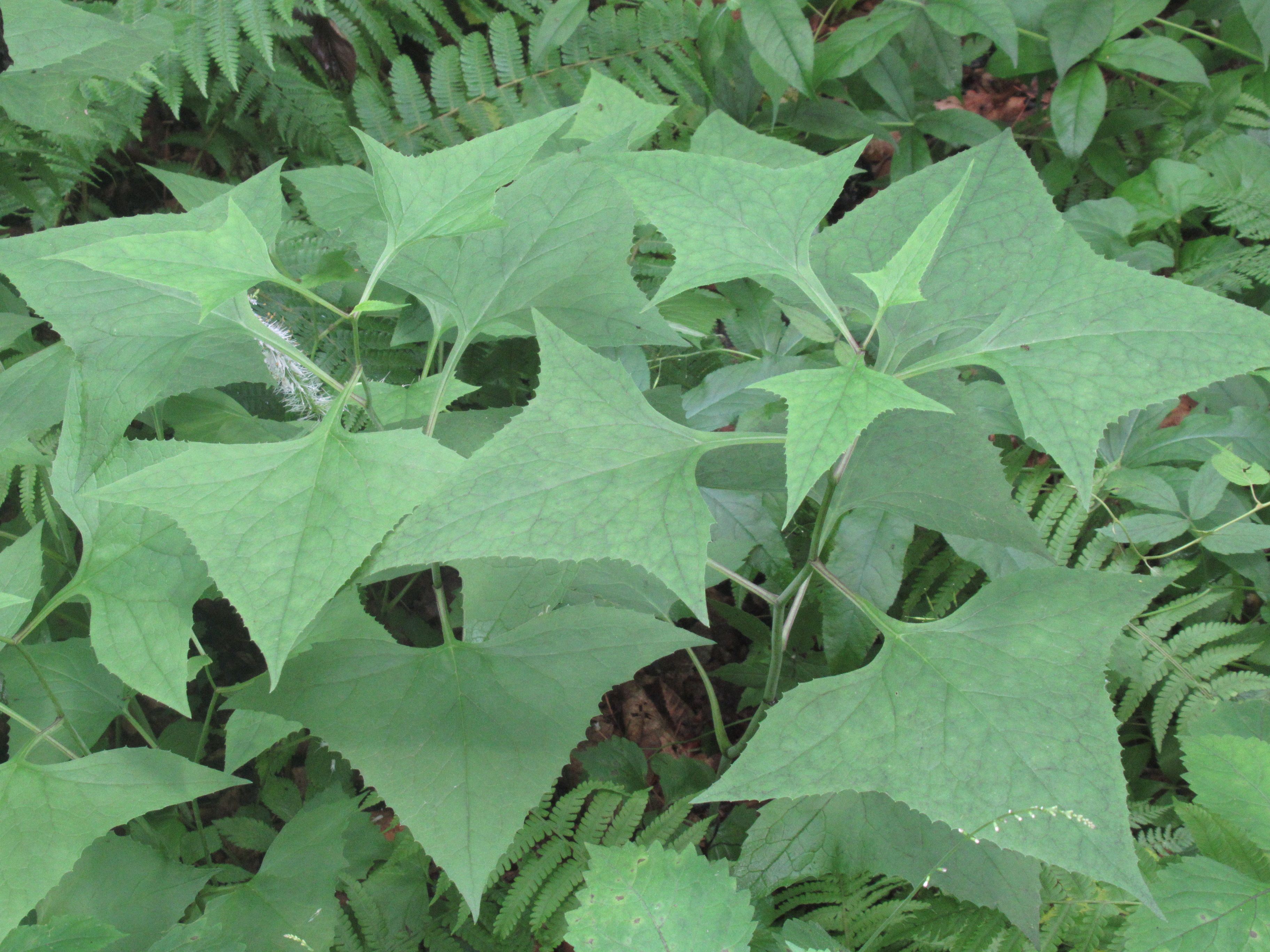
Листья

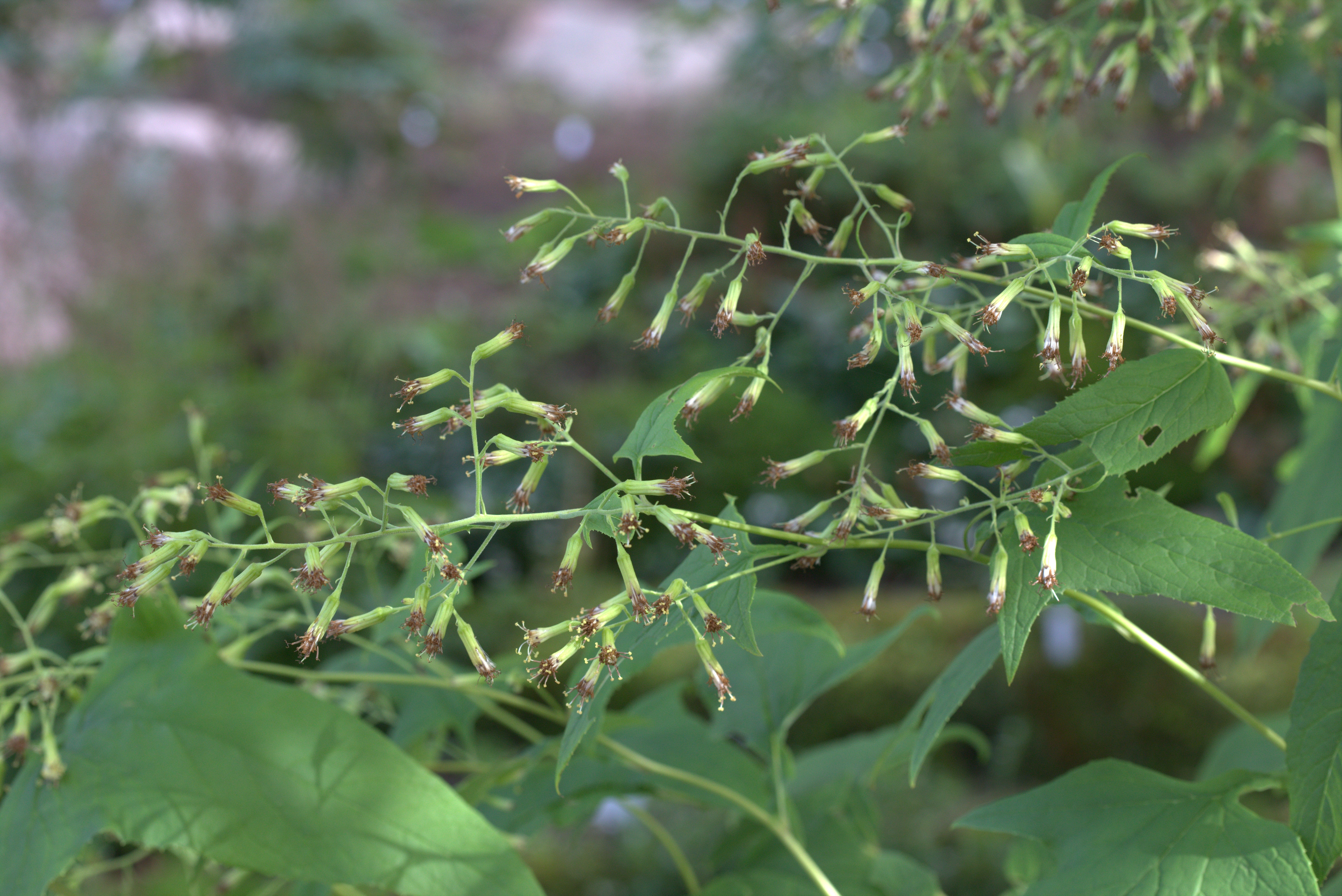
Соцветие

Многолетнее травянистое растение высотой до 150 см. Корневище горизонтальное, придаточные корни тонкие, шнуровидные.
Стебель прямой, крепкий, голый или слабо опушённый. Листья очерёдные, мелко- или выемчато-зубчатые, почти голые сверху и от голых до густоволосистых снизу. Стеблевые листья многочисленные, тесно расположенные; самые нижние — треугольно-почковидные с копьевидным основанием, на длинных черешках; средние — широкотреугольно-копьевидные, в основании клиновидные, усечённые или выемчатые, с окрылёнными черешками; верхние — от треугольных до ланцетных.
Поникающие корзинки собраны в общее метельчатое или кистевидное соцветие; цветоносы густоопушённые; цветки обоеполые, трубчатые, беловатые; венчик длиной 8—10 мм, его нижняя суженная часть в 2—2,5 раза короче верхней, расширенной.
Плоды — семянки 5-8 мм, светло-бурые, с белым хохолком. Цветение в июне-июле.

## Распространение и экология
Ареал — Восточная Европа и Северная Азия. Сибирь и Дальний Восток. В России — многие регионы европейской и азиатской части. В Средней России редок (встречается в Костромской, Ярославской и Нижегородской областях).
Растёт в разреженных хвойных и мелколиственных лесах, по опушкам смешанных лесов, иногда в борах и дубняках; на лесных и приречных лугах, в кустарниковых зарослях по долинам рек; в горах преимущественно в лесном поясе, иногда поднимаясь до альпийского.

## Значение
Лекарственное растение, широко используется в народной медицине. В листьях и стеблях содержатся алкалоиды, дубильные вещества, каротин, винная и аскорбиновая кислоты; корни и корневища также содержат большое количество алкалоидов.
Молодые листья и стебли могут употребляться в пищу. Скотом на пастбищах почти не поедается, оленями в тундре поедается плохо. Медонос.